# Tony Awards 2017
Die Verleihung der 71. Tony Awards 2017 (71st Annual Tony Awards) fand am 11. Juni 2017 in der Radio City Music Hall in New York City statt und wurde live vom Sender CBS übertragen. Moderator war Kevin Spacey. Ausgezeichnet wurden Theaterstücke und Musicals der Saison 2016/17, die am Broadway vor dem 27. April 2017 ihre Erstaufführung hatten. Die Nominierungen wurden am 2. Mai 2017 von Jane Krakowski und Christopher Jackson bekannt gegeben.

## Gewinner und Nominierte

### Theaterstücke
| Meiste Tonys         | Indecent, The Little Foxes und Oslo (je 2 Tonys) |
| Meiste Nominierungen | A Doll’s House, Part 2 (8 Nominierungen)         |

| Kategorie                                | Preisträger          | Theaterstück                              | Nominierungen |
| Bestes Theaterstück                      |                      | Oslo von J.T. Rogers                      | - A Doll’s House, Part 2 von Lucas Hnath - Indecent von Paula Vogel - Sweat von Lynn Nottage |
| Beste Wiederaufnahme eines Theaterstücks |                      | Jitney                                    | - The Little Foxes - Present Laughter - Six Degrees of Separation |
| Bester Hauptdarsteller                   | Kevin Kline          | Present Laughter als Garry Essendine      | - Denis Arndt in Heisenberg als Alex Priest - Chris Cooper in A Doll’s House, Part 2 als Torvald Helmer - Corey Hawkins in Six Degrees of Separation als Paul - Jefferson Mays in Oslo als Terje Rød-Larsen     |
| Beste Hauptdarstellerin                  | Laurie Metcalf       | A Doll’s House, Part 2 als Nora Jorgensen | - Cate Blanchett in The Present als Anna Petrovna - Jennifer Ehle in Oslo als Mona Juul - Sally Field in The Glass Menagerie als Amanda Wingfield - Laura Linney in The Little Foxes als Regina Hubbard Giddens |
| Bester Nebendarsteller                   | Michael Aronov       | Oslo als Uri Savir                        | - Danny DeVito in The Price als Gregory Solomon - Nathan Lane in The Front Page als Walter Burns - Richard Thomas in The Little Foxes als Horace Giddens - John Douglas Thompson in Jitney als Becker           |
| Beste Nebendarstellerin                  | Cynthia Nixon        | The Little Foxes als Birdie Hubbard       | - Johanna Day in Sweat als Tracey - Jayne Houdyshell in A Doll’s House, Part 2 als Anne-Marie - Condola Rashād in A Doll’s House, Part 2 als Emmy Helmer - Michelle Wilson in Sweat als Cynthia                 |
| Beste Theaterregie                       | Rebecca Taichman     | Indecent                                  | - Sam Gold – A Doll’s House, Part 2 - Ruben Santiago-Hudson – Jitney - Bartlett Sher – Oslo - Daniel Sullivan – The Little Foxes                                                                                |
| Bestes Bühnenbild                        | Nigel Hook           | The Play That Goes Wrong                  | - David Gallo – Jitney - Douglas W. Schmidt – The Front Page - Michael Yeargan – Oslo |
| Beste Kostüme                            | Jane Greenwood       | The Little Foxes                          | - Susan Hilferty – Present Laughter - Toni-Leslie James – Jitney - David Zinn – A Doll’s House, Part 2 |
| Bestes Lichtdesign                       | Christopher Akerlind | Indecent                                  | - Jane Cox – Jitney - Donald Holder – Oslo - Jennifer Tipton – A Doll’s House, Part 2 |

### Musicals
| Meiste Tonys         | Dear Evan Hansen (6 Tonys)                                   |
| Meiste Nominierungen | Natasha, Pierre & The Great Comet of 1812 (12 Nominierungen) |

| Kategorie                           | Preisträger                | Musical                                   | Nominierungen |
| Bestes Musical                      |                            | Dear Evan Hansen                          | - Come from Away - Groundhog Day - Natasha, Pierre & The Great Comet of 1812 |
| Beste Wiederaufnahme eines Musicals |                            | Hello, Dolly!                             | - Falsettos - Miss Saigon |
| Bester Hauptdarsteller              | Ben Platt                  | Dear Evan Hansen als Evan Hansen          | - Christian Borle in Falsettos als Marvin - Josh Groban in Natasha, Pierre & The Great Comet of 1812 als Pierre Bezukhov - Andy Karl in Groundhog Day als Phil Connors - David Hyde Pierce in Hello, Dolly! als Horace Vandergelder     |
| Beste Hauptdarstellerin             | Bette Midler               | Hello, Dolly! als Dolly Gallagher Levi    | - Denée Benton in Natasha, Pierre & The Great Comet of 1812 als Natasha Rostova - Christine Ebersole in War Paint als Elizabeth Arden - Patti LuPone in War Paint als Helena Rubinstein - Eva Noblezada in Miss Saigon als Kim          |
| Bester Nebendarsteller              | Gavin Creel                | Hello, Dolly! als Cornelius Hackl         | - Mike Faist in Dear Evan Hansen als Connor Murphy - Andrew Rannells in Falsettos als Whizzer Brown - Lucas Steele in Natasha, Pierre & The Great Comet of 1812 als Anatole Kuragin - Brandon Uranowitz in Falsettos als Mendel         |
| Beste Nebendarstellerin             | Rachel Bay Jones           | Dear Evan Hansen als Heidi Hansen         | - Kate Baldwin in Hello, Dolly! als Irene Molloy - Stephanie J. Block in Falsettos als Trina - Jenn Colella in Come from Away als Annette, Beverley Bass und weitere - Mary Beth Peil in Anastasia als Dowager Empress Maria Feodorovna |
| Beste Musicalregie                  | Christopher Ashley         | Come from Away                            | - Rachel Chavkin – Natasha, Pierre & The Great Comet of 1812 - Michael Greif – Dear Evan Hansen - Matthew Warchus – Groundhog Day - Jerry Zaks – Hello, Dolly!                                                                          |
| Bestes Bühnenbild                   | Mimi Lien                  | Natasha, Pierre & The Great Comet of 1812 | - Rob Howell – Groundhog Day - David Korins – War Paint - Santo Loquasto – Hello, Dolly! |
| Beste Kostüme                       | Santo Loquasto             | Hello, Dolly!                             | - Linda Cho – Anastasia - Paloma Young – Natasha, Pierre & The Great Comet of 1812 - Catherine Zuber – War Paint |
| Bestes Lichtdesign                  | Bradley King               | Natasha, Pierre & The Great Comet of 1812 | - Howell Binkley – Come from Away - Natasha Katz – Hello, Dolly! - Japhy Weideman – Dear Evan Hansen |
| Bestes Musicallibretto              | Steven Levenson            | Dear Evan Hansen                          | - Dave Malloy – Natasha, Pierre & The Great Comet of 1812 - Danny Rubin – Groundhog Day - Irene Sankoff und David Hein – Come from Away                                                                                                 |
| Beste Originalmusik                 | Benj Pasek and Justin Paul | Dear Evan Hansen                          | - Dave Malloy – Natasha, Pierre & The Great Comet of 1812 - Tim Minchin – Groundhog Day - Irene Sankoff und David Hein – Come from Away                                                                                                 |
| Beste Choreographie                 | Andy Blankenbuehler        | Bandstand                                 | - Peter Darling und Ellen Kane – Groundhog Day - Kelly Devine – Come from Away - Denis Jones – Holiday Inn - Sam Pinkleton – Natasha, Pierre & The Great Comet of 1812                                                                  |
| Beste Orchestrierung                | Alex Lacamoire             | Dear Evan Hansen                          | - Bill Elliott und Greg Anthony Rassen – Bandstand - Larry Hochman – Hello, Dolly! - Dave Malloy – Natasha, Pierre & The Great Comet of 1812                                                                                            |

### Sonderpreise (ohne Wettbewerb)
| Kategorie                             | Preisträger                                                                   |
| Regional Theatre Tony Award           | Dallas Theater Center                                                         |
| Special Tony Award                    | Gareth Fry und Pete Malkin (Sounddesigner von The Encounter) James Earl Jones |
| Tony Honors for Excellence in Theatre | Nina Lannan und Alan Wasser                                                   |
| Isabelle Stevenson Award              | Baayork Lee                                                                   |
| Excellence in Theatre Education Award | Rachel Harry                                                                  |

## Statistiken

### Nominierungen und Auszeichnungen pro Produktion
| Theaterstück bzw. Musical                 | Nominierungen | Preise |
| ----------------------------------------- | ------------- | ------ |
| Natasha, Pierre & The Great Comet of 1812 | 12            | 2      |
| Hello, Dolly!                             | 10            | 4      |
| Dear Evan Hansen                          | 9             | 6      |
| A Doll’s House, Part 2                    | 8             | 1      |
| Come from Away                            | 7             | 1      |
| Groundhog Day                             | 7             | 0      |
| Oslo                                      | 7             | 2      |
| Jitney                                    | 6             | 1      |
| The Little Foxes                          | 6             | 2      |
| Falsettos                                 | 5             | 0      |
| War Paint                                 | 4             | 0      |
| Indecent                                  | 3             | 2      |
| Present Laughter                          | 3             | 1      |
| Sweat                                     | 3             | 0      |
| Anastasia                                 | 2             | 0      |
| Bandstand                                 | 2             | 1      |
| The Front Page                            | 2             | 0      |
| Miss Saigon                               | 2             | 0      |
| Six Degrees of Separation                 | 2             | 0      |
| The Price                                 | 1             | 0      |
| The Glass Menagerie                       | 1             | 0      |
| Heisenberg                                | 1             | 0      |
| Holiday Inn                               | 1             | 0      |
| The Play That Goes Wrong                  | 1             | 1      |
| The Present                               | 1             | 0      |

### Personen mit mehreren Nominierungen
- 3 Nominierungen: Dave Malloy
- 2 Nominierungen: Irene Sankoff und David Hein sowie Santo Loquasto